# Badwater Road
La Badwater Road est une route touristique dans le comté d'Inyo, en Californie, dans le sud-ouest des États-Unis. Entièrement située dans le parc national de la vallée de la Mort ou en bordure de celui-ci, elle relie le sud de la localité de Furnace Creek, dans la vallée de la Mort, et le nord de celle de Shoshone, au-delà du chaînon Amargosa. Pour ce faire, elle dessert successivement Artists Drive, Badwater et Ashford Mill en progressant selon un axe nord-sud, puis elle bifurque vers l'est et se confond avec la section orientale de la California State Route 178 pour franchir le col Jubilee et le col Salsberry sous le nom de Jubilee Pass Road. Sa construction a été débutée en 1913 par un mineur du nom de Chester Pray. 